# 富沢町
富沢町（とみざわちょう）は、山梨県南巨摩郡に存在した町。町名は、富河村と万沢村の合併から命名。

## 地理
県西南端、郡南端に位置。村域の大半が山林。北東端を富士川が流れ、並行して国道52号が走る。南巨摩郡南部町、赤石山脈を境に静岡県静岡市、清水市、富士郡芝川町と接する。静岡方面への通勤者も多く、文化的な影響も強い。

## 歴史

### 先史・古代
山梨県内では富士川流域が八ヶ岳山麓と並び旧石器時代の遺跡が分布する地域で、万沢に立地する天神堂遺跡は、旧石器時代のナイフ形石器や石焼き調理に使ったと考えられている焼けた礫群が発見されたことで知られる。
古代の律令制下には巨麻郡川合郷に比定される。

### 中世
平安時代後期には甲斐源氏の一族が各地へ進出し、町域の南部郷には南部氏が拠った。南部氏はその後、陸奥国へ移住するが、残留した河内南部氏の動向が戦国時代まで知られる。
戦国期には甲斐国守護武田氏の一族穴山氏が河内地方へ進出する。穴山氏は河内南部に残った河内南部氏を駆逐し、河内領の統一を達成する。戦国期の甲斐では守護武田氏と穴山氏ら有力国衆、他国勢力が関係して複雑な乱国状態となり、穴山氏は駿河今川氏に従属して武田氏に対抗した。
やがて穴山氏は戦国大名化した武田氏に従属して家臣団となり、武田・今川間の和睦を仲介している。天文4年（1535年）には武田信虎が駿河攻めを行い、町域でも合戦が発生している。町域は河内地方の最南端にあたり甲駿国境に近く、万沢口口留番所や穴山家臣の屋敷跡、駿州往還（河内路）の宿駅などが分布し、福士には狼煙台とされる真篠砦が所在する（『南巨摩郡誌』）。

### 近世・近現代
近世には巨摩郡西河内領で、3か村が成立する。万沢には口留番所が置かれ、同じく番所の置かれた対岸の南部と結ぶ渡舟場があり、江戸・明治初期には富士川水運でも栄える。河内地方は山間部で耕地には乏しいが、河内地方は温暖多雨な地域で森林資源に富み、主用産業の林業のほか三椏や楮を栽培して紙漉きを行う。
戦後には観光業に移行し、タケノコの産地や茶栽培でも知られる。

### 沿革
- 1955年（昭和30年）2月11日 - 富河村・万沢村が合併して富沢町が発足。
- 2003年（平成15年）3月1日 - 南部町と合併し、改めて南部町が発足。同日富沢町廃止。

## 文化財
福士の最恩寺仏殿（室町時代）は入母屋造の禅宗様建築で、厨子や棟札とともに国の重要文化財に指定されている。また、所蔵する絹本穴山勝千代画像は県指定文化財。また、福士の金山神社のイチョウや顕本寺のオハツキイチョウは県指定天然記念物。